# تفاصيل دقيقة ثانوية
التفاصيل الدقيقة الثانوية أو الجزئيات التفصيلية (بالإنجليزية: Minutiae)‏ هو لفظٌ عام يُستخدم للتفاصيل البسيطة أو العرضية.
في القياسات الحيوية وعلم الأدلة الجنائية، تُعتبر التفاصيل الدقيقة الثانوية من الميزات المُهمة لبصمة الإصبع، حيثُ تُستخدم لمقارنة البصمات بعضها ببعض. وتتضمن:
- نهاية الحرف: النهاية المفاجئة للحرف أو الحَد.
- تشعب الحَرف: حرف وحيد ينقسم إلى حرفين.
- حرف قصير أو حرف مُستقل: حَرف يبدأ، ثم يمتد لمسافةٍ قصيرة ثم ينتهي.
- جزيرة: حرف صغير وحيد بداخل حرف أو نهاية حرف، ولا يرتبط مع أي حروف أُخرى.
- حرف مُطوق: حرف وحيد يتشعب ثم يتحد بعد مسافةٍ قصيرة ليُكمل كحرفٍ وحيد.
- مهماز أو شوكة: تشعب مع حرف قصير يتفرع من حرفٍ طويل.
- تقاطع أو جسر: حرف صغير يمر بين حرفين متوازيين.
- دلتا: التقاء حرف ذو شكل Y.
- كور: حرف مُنعطف على شكل U.